# Operace Šalamoun

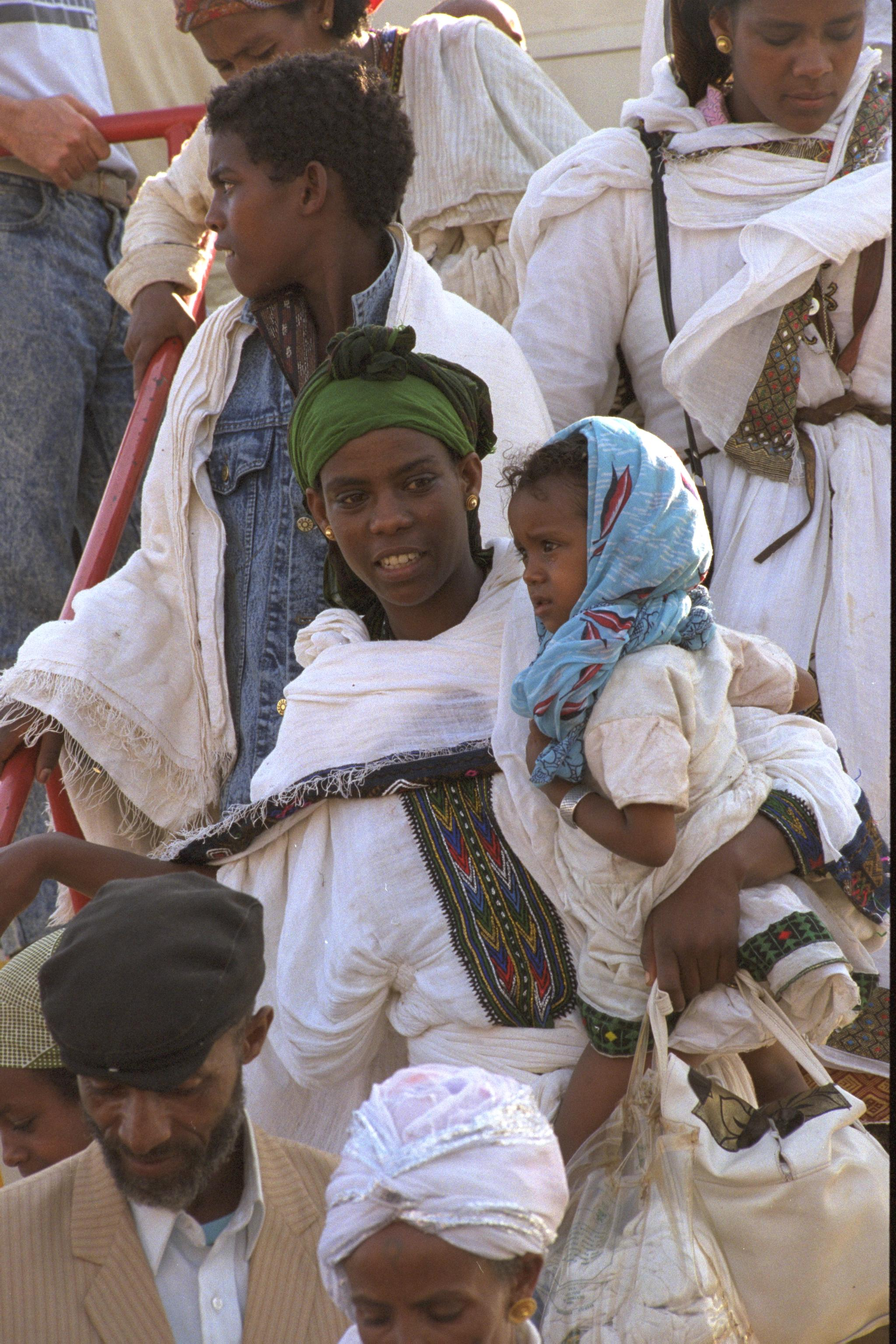
Etiopští Židé vystupují z proudového letounu na izraelské základně, 24. květen 1991

Operace Šalamoun byla tajná izraelská vojenská operace provedená v roce 1991, která měla přivést etiopské Židy (známé jako společenství Beta Izrael) do Izraele.

## Průběh operace
V roce 1991 byla tehdejší etiopská vláda Mengistu Haile Mariama blízko svého pádu, způsobeného vojenskými úspěchy eritrejských a tigrajských rebelů, které Etiopii hrozily politickou destabilizací. Několik židovských organizací, a rovněž stát Izrael, mělo obavy o bezpečí poměrně rozsáhlé populace etiopských Židů, správně nazývaných Beta Izrael. Režim Mengistu Haile Mariama ztěžoval vystěhování etiopských Židů žijících v Etiopii. Úpadek moci tohoto režimu naznačoval dobrou příležitost pro ty etiopské Židy, kteří čekali na možnost emigrovat do Izraele. O rok dříve, v roce 1990, izraelská vláda a izraelská armáda u vědomí zhoršující se politické situace Mengistuova režimu vypracovaly tajné plány na přesun etiopských Židů leteckým mostem do Izraele. Tato operace je dosud největší emigrační operací etiopských Židů.
Během 36 hodin přepravilo 34 letadel Lockheed C-130 Hercules Izraelského letectva naplněných po samou hranici své kapacity 14 325 emigrantů do Izraele, kde jim byly poskytnuty potraviny a přístřeší. Když tato operace skončila, bylo do Izraele převezeno dvakrát více emigrantů, než při operacích Mojžíš a Jozue dohromady. Tato operace ustavila dne 24. května 1991 světový rekord přepravy cestujících jedním letem, když Boeing 747 společnosti El Al převezl 1 122 cestujících do Izraele (bylo registrováno 1 087 cestujících, ale matky ukryly desítky dětí ve svých volných šatech).